# Ypperstepræst
Termen "ypperstepræst" (eller mindre hyppigt ypperstepræstinde) henfører enten til et individ, som en slags monarkpræst - eller én som leder en religiøs kaste.

## Antikkens Israel
Ypperstepræsterne var de jødiske overhoveder. De skulle sikre sig, at bl.a. gudsbespottelse ikke var tilladt. Ypperstepræsterne var dem, der sørgede for Jesus' død, da de pressede Pontius Pilatus.
I lignelsen om den barmhjertige samaritaner, er en ypperstepræst den første til at gå forbi den forslåede mand.
| Religion | Spire Denne religionsartikel er en spire som bør udbygges. Du er velkommen til at hjælpe Wikipedia ved at udvide den. |